# Plaetner-Stift
Das Plaetner-Stift (auch: Plaetners Stift) in Flensburg-Westliche Höhe ist ein ehemaliges Stiftungsgebäude in Mühlenstraße 8–10. Es gehört zu den Kulturdenkmalen der Stadt.

## Hintergrund
Das Stiftsgebäude wurde 1880 vermutlich von Maurermeister Christian Hummel gebaut. In Flensburg entstanden im Laufe der Zeit eine ganze Anzahl von Stiftsgebäuden, wie beispielsweise das Munketoftstift in der Flensburger Innenstadt, das Rönnenkamp-Stift in Fruerlund sowie 1885/86 das Plaetners Heim, ebenfalls ein Stiftungsgebäude, in der Ritterstraße 7–9. Beim Plaetner-Stift in der Mühlenstraße handelt es sich um ein zweigeschossiges Gelbsteingebäude mit Satteldach. Die Mitte der Straßenfassade wird durch ein Mittelrisalit mit einem dreieckigen Giebel betont. In der Mitte der Vorderfront befinden sich zwei Eingänge. In besagten Bereich hängt zudem eine Stiftungstafel mit den Angaben „Plaetners Stift 1880“. Dem Gebäude wurden auf dessen Rückfront 1978 zwei Küchenanbauten mit Loggien angefügt. Als Zweck des Plaetner-Stifts ist die „Fürsorge für Erwachsene“ in den achrivierten städtischen Akten angegeben. Bis mindestens 1980 diente das Gebäude in der Mühlenstraße 8 offenbar diesem Stiftungszweck.